# Wolfram(IV) carbide
Wolfram carbide là một hợp chất hóa học có chứa các thành phần chính bằng nhau của các nguyên tử wolfram và carbon, có công thức hóa học là WC. Ở dạng cơ bản nhất, hợp chất này tồn tại dưới hình dạng tinh thể - bột màu xám, nhưng nó có thể được ép và tạo thành các hình dạng để sử dụng trong máy móc công nghiệp, dụng cụ cắt, chất mài mòn, đạn xuyên thủng, các dụng cụ, nhạc cụ và đồ trang sức.
Tungsten carbide có độ khỏe xấp xỉ gấp đôi thép, với mô đun của Young rơi vào khoảng 530-700 GPa (77.000 đến 102.000 ksi),, và gấp đôi mật độ thép- gần nửa đường giữa đó là chì và vàng. Hợp chất này có thể so sánh với corundum (α-Al2O3) với độ cứng và chỉ có thể đánh bóng và hoàn thiện bằng chất mài có độ cứng cao hơn như hợp chất dạng khối bor nitride và bột kim cương, bánh xe và các hợp chất.

## Độc tính
Các nguy cơ sức khoẻ ban đầu liên quan đến carbide liên quan đến hít bụi, dẫn đến xơ hóa. Hợp chất này cũng được dự đoán là một chất gây ung thư của con người do Chương trình Độc tố Quốc gia Hoa Kỳ.